# Unquillosaurus
Unquillosaurus ceibalii
Genre
Espèce
Unquillosaurus est un genre de dinosaures théropodes maniraptoriens de la fin du Crétacé, découvert en Argentine. Il est connu seulement à partir d'un pubis fossilisé (un os pelvien). La longueur totale du corps pourrait atteindre 2 à 3 mètres,.
L'espèce type, et unique espèce du genre, Unquillosaurus ceibalii, a été décrite par Jaime Eduardo Powell (d) en 1979. Le nom générique est dérivé de la rivière Unquillo. L'épithète spécifique se réfère à la ville d'El Ceibal.

## Description
L'holotype, PVL 3670-11, a été trouvé à Arroyo-Morterito dans la formation de Los Blanquitos (d) datant du Campanien. Il se compose d'un pubis gauche, long de 514 millimètres. Une nouvelle étude du spécimen par Fernando Novas et Federico Agnolin en 2004 a conclu que l'orientation du pubis de Unquillausaurus ceiballi avait été mal interprétée : celui-ci pointe en arrière, comme le montre le spécimen fossile encore attaché à une partie déplacée du pédoncule pubien de l'ilium.

## Classification
Powell a initialement classé Unquillosaurus parmi les carnosaures, classification qu'il a confirmé en 1986. Novas et Agnolin en 2004 ont conclu à partir de l'anatomie du pubis qu'Unquillosaurus faisait partie des maniraptoriens ou au moins des Maniraptoriformes, et probablement apparenté soit aux avialiens ou à la famille des Alvarezsauridae proche des oiseaux, ou peut-être lui-même était un oiseau, un membre basal des Metornithes. En 2006, Martinez et Novas ont classé Unquillosaurus dans la famille des Dromaeosauridae.